# ウルトラマリン (芸能事務所)
株式会社ウルトラマリン（英文社名：Ultramarine, Inc.）は、日本の芸能事務所である。TETUJAPANの横山哲也が代表取締役社長を務めている。
社名は、『自分たちの作品を世界中に人たちに伝えていきたい』という想いから、「海を越える」という意味を持つ「ウルトラマリン」を採用。

## 概要
2008年10月10日、音楽、映像やWEBといったマルチメディア制作分野の出身・経験者である現経営陣を中心に設立をしたプロダクション事業体である。各種音楽・映像・WEBコンテンツ制作業務を加味し、同時にタレント/アーティストのプロモーション・マネージメント事業を行っている。

## 所属アーティスト
アーティスト
- AYUMI
- OSAMARU
- TETUJAPAN
- 本田理紗子

ソングライター
- 長田裕行
- 橋哲也
- 横山哲也

## 所属タレント
女性タレント
- 高橋茉央
- 松浦麻里奈
- 松岡梨子

男性タレント
- 横山哲也

プロダーツァー
- 杉山晃紀